# Брейдер
Брейдер (Breudher, Brueder або Bloeder, вимовляється як broo-dhuh), — традиційний шрі-ланкійський голландський дріжджовий пиріг, випіканий у гофрованій формі. Варіація, Bleuda, Kueh Bleuda або Kue Bludder, також зустрічається в євразійському співтоваристві Малаккських голландців і в Кочіні, місті на південному заході Індії.
Форма, яка використовується для випікання брейдера, як правило, є важкою латунною або залізною формою з глибокими борозенками з трубкою в центрі, так що, коли пиріг випікається, він виходить у формі рифленого кільця з центральним циліндричним отвором.
Кожна сім'я має свій власний варіант, але в основному рецепт брейдера складається з масла, цукру, яєць, хлібного тіста, молока, мускатного горіха та родзинок / кишмиша. Кінцевий продукт — це хліб, схожий на корж, з легким дріжджовим присмаком.
Брейдер традиційно подається на різдвяний сніданок і на Новий рік, нарізаний скибочками, змащений маслом і посипаний голландським сиром Едам або фруктами, такими як банани із зеленою шкіркою.
Різниця в рецепті між Шрі-Ланка Dutch Burgher і малаккською голландською євразійською спільнотою полягає в тому, що малакканська версія використовує пальмове вино (ферментований сік із квітки кокосового дерева) замість дріжджів. Цілком ймовірно, що вино використовувався як місцевий замінник, коли було важко знайти дріжджі. У Кочіні пекарі використовують борошно майда, топлене масло (замість вершкового масла), цукати з апельсинової цедри, суміш мелених спецій і подають це як хліб. Традиційно місцева англо-індіанська громада подає його як частину сніданку під час поминків через сім днів після похорону.

## Походження
Брейдерпоходить від традиційного голландського торта Бродер. Брейдер є похідним від голландського слова broeder, що стосується мішка (broederzak), у якому готується торт.
Брейдер, швидше за все, походить від традиційних голландських тістечок і хліба на сніданок, таких як Ontbijtkoek або німецька бабка. Сінгапурська авторка їжі Сільвія Тан у книзі Forgotten Foods and Mealtime Memories, опублікованій Національною бібліотечною радою, вважає, що брейдер є похідним від «голландського слова brood-tulband, яке стосується рифленої форми у формі тюрбану, яка використовується для її виготовлення». Brood-tulband буквально перекладається як «хлібний тюрбан», опис його особливої форми. Торт брейдер у формі флейти-тюрбана містить усі інгредієнти, які зазвичай використовувалися в домах голландської Ост-Індії: масло, цукор, яйця та спеції. Головною особливістю торта брейдер є використання в ньому мускатного горіха, деяких спецій і яєчних жовтків.
Малаккські португальці-євразійці стверджують, що страва походить від їхньої спільноти, і це вважається традиційним малаккським португальським тортом. Однак на початку 1900-х років відбулася значна еміграція цейлонських бюргерів до Малакки, які привезли з собою свою їжу та звичаї, асимілюючись у місцевій євразійській спільноті. Загальноприйнятий висновок, що «Breudher» походить від голландців, а португальська «Blueda» походить від голландської версії.